# Magyar Labdarúgó Szövetség
Magyar Labdarúgó Szövetség (MLSZ) – ogólnokrajowy związek sportowy działający na terenie Węgier, będący jedynym prawnym reprezentantem węgierskiej piłki nożnej, zarówno mężczyzn, jak i kobiet, we wszystkich kategoriach wiekowych w kraju i za granicą. Siedziba związku mieści się w Budapeszcie. Związek powstał w 1901, a od 1907 jest członkiem FIFA. Członkiem UEFA stał się w 1957. Prezydentem związku jest Sándor Csányi.